# Hilel Cajtlin
Hilel Cajtlin (jid. ‏הלל צײַטלין‎; ur. 1872 w Kormie, zm. 1942 w Treblince) – myśliciel i pisarz konserwatywno-religijny narodowości żydowskiej.

## Życiorys
Podczas II wojny światowej został przesiedlony do getta warszawskiego, gdzie kontynuował działalność kulturalną, mimo że żył w biedzie. Tam przyjaźnił się także z Icchakiem Kacenelsonem. Podczas wielkiej akcji deportacyjnej latem 1942 został przewieziony na Umschlagplatz w tałesie. Zginął w obozie zagłady w Treblince.

## Wybrana twórczość
Hilel Cajtlin pisał w języku hebrajskim i jidysz. Część jego twórczości została przetłumaczona na język polski. Był badaczem i popularyzatorem chasydyzmu.
- 1938: Tojre-licht. Hojpt-jedojdes fun jidiszn dos un jidiszer etik
- 1938: Szmuesn iber der habadiszer velt-banemung
- 1936: Oro szel maszijach be-torat ha-braclawi
- 1936: Demama wa-kol. Hegjonot, tochehot, giluje-neszama we-chisufe-maszijach
- 1931: Gezangen cum Ejn-sof
- 1930: Di rejd fun Jeszajahu ben Amoc. Wos er hot amol gezogt un wos er wolt hajnt zogn
- 1930: Wos ich hob cu zogn dem jidiszn folk
- 1928: Dawar le-amim. Hazon al gojim we-al mamlachot, ikre torat bene Noach we-szirot-tepilot al szelom ha-olam we-al sziwat ha-szechina limekoma
- 1928: Sifran szel jehidim. Omek raz, zoch mahaszawa we-chiszron hanhaga u-maase le-neszamot bodedot ha-mecapot li-jeszuat olamim be-szanim ele szel „iweta de-mesziha”
- 1922: Hasidut
- 1921: Der alef-bejs fun jidntum
- 1914: Baruch Szpinoza: hajaw, sefaraw we-szitato ha-filosofit 1
- 1914: Baruch Szpinoza: hajaw, sefaraw we-szitato ha-filosofit 2
- 1910: Ha-hasidut le-szitoteha u-zerameha
- 1910: Szriftn

## Życie prywatne
Ojciec Arona (1898–1973) i Elchanana (1902–1941).